# Provo (gmina Vladimirci)
Provo (cyr. Прово) – wieś w Serbii, w okręgu maczwańskim, w gminie Vladimirci. W 2011 roku liczyła 2041 mieszkańców.